# 仪仗库 (北京故宫)
仪仗库，位于紫禁城外朝东路南端，是存放皇宫所用仪仗的库房。

## 简介
仪仗库位于紫禁城外朝东路南端，是一座顶覆黄琉璃瓦的东西走向的排房，位于红本库的正南方，与红本库的长度相仿。仪仗库的西侧便是内阁大堂。